# Pyrgus serratulae
Pyrgus serratulae là một loài bướm nhày (họ Hesperiidae). Nó là loài sinh sống ở vùng núi của châu Âu nhưng không hiện diện ở British Isles và Scandinavia.
Sải cánh từ 24–28 mm. Con trưởng thành bay từ tháng 7 đến tháng 8. Ấu trùng ăn Potentilla.